# Сан-Себастьян-ду-Алту
Сан-Себастьян-ду-Алту (порт. São Sebastião do Alto) — муниципалитет в Бразилии, входит в штат Рио-де-Жанейро. Составная часть мезорегиона Центр штата Рио-де-Жанейро. Входит в экономико-статистический микрорегион Санта-Мария-Мадалена. Население составляет 8616 человек на 2007 год. Занимает площадь 397,180 км². Плотность населения — 21,7 чел./км².
Праздник города — 17 апреля.

## Статистика
- Валовой внутренний продукт на 2005 год составляет 54 363 тысяч реалов (данные: Бразильский институт географии и статистики).
- Валовой внутренний продукт на душу населения на 2005 год составляет 6215,00 реалов (данные: Бразильский институт географии и статистики).
- Индекс развития человеческого потенциала на 2000 год составляет 0,723 (данные: Программа развития ООН).

## География
Климат местности: горный тропический. В соответствии с классификацией Кёппена, климат относится к категории Cwa.